# Historiae ab initio bellum civilium
Historiae ab initio bellorum civilium (literalmente, «La historia desde el comienzo de la guerra civil») es una obra escrita en griego por el orador y retórico Marco Anneo Séneca en el siglo I d. C.

## El autor
Artículo principal: Lucio Anneo Seneca
Marco Anneo Séneca (Corduba, 54 a. C.-39), conocido como Séneca el Viejo, fue uno de los oradores y escritores latinos más importantes de su tiempo. De origen ecuestre y gran seguidor de los postulados ciceronianos, orientó sus estudios hacia la oratoria y la retórica. Fue padre de tres hijos, de los cuales destaca el filósofo Lucio Anneo Seneca, el Joven y abuelo del poeta épico Lucano.

## La obra
La ''Historiae ab initio bellorum civilium'' es una obra de género histórico-político. En ella se narra el inicio del principado de Cesar Augusto en el año 27 a. C. y la continuación del imperio de la mano de su hijo adoptivo Tiberio hasta el 37 d. C. 
La obra se creyó perdida durante mucho tiempo, hasta que con el redescubrimiento de la biblioteca de Herculano, conocida como la Villa de los Pisones o Villa de los Papiros, y sepultada por la erupción del Vesubio en el año 79, se comenzaron a desenterrar una gran suma de papiros calcinados. La temática de esta biblioteca es eminentemente filosófica y epicúrea. Entre ellos encontramos la obra de Seneca, de la cual se han podido extraer partes de su contenido mediante la técnica de imagen multiespectro.

## Otras obras
Aunque la obra de Seneca fue amplia, la mayor parte de sus escritos no han llegado hasta nosotros y solamente conservamos íntegra la obra Oratorum et rhetorum sententiae, divisiones, colores. Ésta trata de un compendio de situaciones legales ficticias ordenadas en setenta y cuatro casos que estudian los diversos modelos retóricos desde diferentes puntos de vista.